# Sáo cổ trắng
Sáo cổ trắng (danh pháp hai phần: Streptocitta albicollis) là một loài chim thuộc Họ Sáo. Do nó có bề ngoài giống con ác là, trước đây nó đã từng được gọi là ác à Celebes hoặc ác là Sulawesi. Nó là loài đặc hữu của rừng ở Sulawesi và các hòn đảo nhỏ lân cận ở Indonesia. Có hai phân loài, các đề cử từ phía Nam Sulawesi có chóp mỏ vàng và loài này ở từ phần phía bắc của hòn đảo này có mỏ đen hoàn toàn.